# موسسه آبی پارسی
مؤسسهٔ آبی پارسی یک مؤسسهٔ انتشاراتی است که در سال ۱۳۹۸ فعالیت خود را در تهران آغاز کرده‌است. این مؤسسه در حوزهٔ ایرانشناسی، تاریخ، علوم اجتماعی، روان‌شناسی، ادبیات و هنر به انتشار کتاب می‌پردازد.
آبی پارسی در دو سال اول فعالیت انتشاراتی خود بیش از چهل عنوان کتاب منتشر کرده‌است. از آن جمله است انتشار پژوهش‌های ایران فرهنگی که یک پروژهٔ مطالعاتی در حوزهٔ ایران‌شناسی است و بخش اول آن به منطقهٔ بلوچستان و قوم بلوچ اختصاص دارد و می‌توان آن را وسیع‌ترین پروژهٔ مطالعاتی دربارهٔ یک قوم در ایران دانست که تاکنون منتشر شده‌است. این مؤسسه کتاب‌هایی مشترک را با همکاری انجمن ایرانشناسی فرانسه در ایران، بنیاد دانشنامهٔ ایرانیکا، مرکز ملی پژوهش‌های علمی فرانسه و نیز انتشارات بریل منتشر کرده‌است.
نخستین دورهٔ فعالیت انتشاراتی این موسسه با عنوان انتشارات پل فیروزه وابسته به مؤسسهٔ آبی پارسی انجام شده و از دی‌ماه ۱۴۰۱ به‌طور مستقل با نام انتشارات مؤسسهٔ آبی پارسی فعالیت خود را ادامه داده‌است.

## مجموعهٔ پژوهش‌های ایران فرهنگی
پژوهش‌های ایران فرهنگی یک پروژهٔ مطالعاتی در حوزهٔ ایران‌شناسی است که بخش اول آن به منطقهٔ بلوچستان و قوم بلوچ اختصاص دارد و در قالب بیست و دو جلد کتاب انتشار یافته‌است. سرپرست و دبیر علمی این پروژه محسن شهرنازدار بوده و جمعی از پژوهندگان، مترجمان و ویراستاران علمی با او همکاری کرده‌اند. این مجموعه را می‌توان وسیع‌ترین پروژهٔ مطالعاتی دربارهٔ یک حوزهٔ قومی در ایران دانست که تاکنون منتشر شده‌است.
این مجموعه در چندین بخش شامل مطالعات انسان‌شناختی و فرهنگی، مطالعات تاریخی، اسناد، نسخ خطی و سفرنامه‌های ایرانی و غیر ایرانی تدوین شده و به جنبه‌های مختلف تاریخ و فرهنگ قوم بلوچ پرداخته‌است.